# Bryant Tuckerman
Bryant Tuckerman foi um matemático americano nascido em Lincoln,Nebraska. Ele foi um membro da equipe que desenvolveu o DES.